# Polizia investigativa femminile
Polizia investigativa femminile (Policewomen) è un film di blaxploitation del 1974, diretto da Lee Frost.
La pellicola è stata più volte omaggiata dal regista Quentin Tarantino, che inserisce diversi riferimenti al film in svariate sue pellicole: in Pulp Fiction, ad esempio, i titoli di testa vennero realizzati proprio come i titoli di testa di Polizia investigativa femminile; in Kill Bill, invece, altra pellicola del regista, una protagonista si chiama Jeannie Bell, il che appare un chiaro riferimento all'attrice Jeannie Bell, protagonista della pellicola.

## Trama
Una poliziotta combatte la malavita con una violenza che fa invidia ai colleghi maschi e provoca la reazione di una gang femminile, dedita al traffico d'oro. Per nulla irretita, la picchiatrice annienta le rivali.